# Ștefania Borș
Ștefania Giurea, coniugata Borș (Craiova, 23 dicembre 1951), è un'ex cestista rumena.

## Carriera
Con la Romania ha disputato sei edizioni dei Campionati europei (1972, 1974, 1976, 1978, 1981, 1983).